# Marie von Roskowska
Marie von Roskowska (* 12. Oktober 1828 in Bromberg; † 11. Oktober 1889 in Hamburg-Hohenfelde) war eine deutsche Schriftstellerin und Buchhändlerin. Sie veröffentlichte auch unter den Pseudonymen Friedrich Clar, Gerd von Oosten, und A. Albert.

## Leben
Marie von Roskowska, über deren Leben sehr wenig bekannt ist, war als Buchhändlerin in Bromberg tätig. Später lebte sie als freie Schriftstellerin in Berlin. 1888 ist sie nach Hamburg verzogen, wo sie im Oktober 1889 starb. Sie wurde auf dem Friedhof Ohlsdorf beigesetzt. Die Grabstätte existiert nicht mehr, jedoch wird Marie von Roskowska auf einem Medaillon an einer so genannten „Erinnerungssäule“ im dortigen Garten der Frauen gedacht.

## Zum literarischen Werk
Marie von Roskowska schrieb Erzählungen, Novellen und Romane. Wie viele Autorinnen des 19. Jahrhunderts musste sie auch aus ökonomischen Gründen oft unter Pseudonym veröffentlichen. Ihre literarischen Werke sind zum großen Teil Jugendliteratur bzw. Mädchenliteratur. Auch historische Romane gehören zu ihrem Werk. Dabei befasste sie sich vermutlich auch wegen ihrer Herkunft mit der polnischen Frage. Ewa Plominska-Krawíec setzte sich im Rahmen der Untersuchung Stoffe und Motive der polnischen Geschichte in der deutschen Erzählprosa des 19. Jahrhunderts mit bekannten Autoren wie Gustav Freytag, Heinrich Laube oder Harro Harring, aber auch August Lewald oder Marie von Roskowska auseinander, wie sie den Untergang der Adelsrepublik und den Freiheitskampf der Polen darstellen, wie sie historische Persönlichkeiten, wie Tadeusz Kościuszko, den polnischen König Stanisław August Poniatowski oder Emilia Plater und stereotype Gestalten, wie den lasterhaften Adligen, den leibeigenen Bauern oder den konspirierenden Polen beschreiben. Den polnischen Januaraufstand 1863 verarbeitete sie in dem Roman Ein Sohn Polens, wobei ihr gute Faktenkenntnisse im Gegensatz zu vielen anderen deutschen Autoren attestiert werden.
Unter dem Pseudonym A. Albert korrespondierte sie 1879 im Berliner Sonntagsblatt.
Für das „Unterhaltungs-Blatt“ der „Neuesten Nachrichten“, München 1871 verfasste sie die Novellen „Wer?“ und „Auf dem Weinbriet. Aus dem französischen Mordbrennerzuge in der Pfalz“ als Feuilletonromane.
Die amerikanische Germanistin Lorie A. Vanchena, Kansas referierte im November 2010 darüber, wie Marie von Roskowska die historischen europäischen Ereignisse geschickt instrumentalisierte, um Stellung zu den zeitgenössischen Fragen zu beziehen, insbesondere zum Komplex um nationale Einheit und Identität.

## Werke
- Gustav Nieritz: Stern, Stab und Pfeife. Marie Roskowska: Alexei und Aphaka oder die Kamtschadalen. Eine Erzählung für die Jugend. E. J. Günther, Leipzig 1857. (Jugendbibliothek. Drittes. Bändchen)
- Die Eroberung Nischnois. Eine Erzählung für die Jugend und ihre Freunde (Fortsetzung der Erzählung „Alexei und Aphaka“). Voigt & Günther, Leipzig 1856 (Jugendbibliothek. Sechstes Bändchen)
- Die beiden Cousinen. Novelle. In: Aurora. Taschenbuch für das Jahr 1857. Hrsg. Von Johann Gabriel Seidl. 33. Jg. Ignatz Lienhart, wien 1857, S. 1–62 Digitalisat
- Zwei Jahre auf St. Domingo. Erzählungen für die Jugend. Bernhard Schlicke, Berlin 1858[8]
- In Mitten der Nordsee. Erzählung für die Jugend. Voigt & Günther, Leipzig 1858 (Jugendbibliothek Band 2) Hrsg. von der Amerikanischen Traktatgesellschaft, New York (1864) Digitalisat
  - Die Halligen, or, In the midst of the North Sea. A narrative for the young. Translated from the German by J. Fredk. Smith. Lutheran Board of Publication, Philadelphia 1870.
- Mooniba oder Junger Herr und Ochsenjunge. Eine Erzählung für die Jugend . Voigt & Günther, Leipzig 1859 (Jugendbibliothek Band 2)
  - Indianhöfdingen Mooniba, Eller unga herrn och vallpojken; äfventyr bland Australiens vildar. Berättade för ungdom af Maria Roskowska. Med 2 lithogr. Flodin, Stockholm 1861 Schwedische Übersetzung
- Im Busch oder Der dumme Hans. Eine Erzählung für die Jugend. Voigt & Günther, Leipzig 1860 (Jugendbibliothek Band 4)
  - Enfaldige Hans och straffången. En skildring ur australiska nybyggarelifvet. Förf. till På Halligöarna och Mooniba. Sigfrid Flodin, Stockholm 1862
- Polnische Mütter. Historische Novelle. Kober & Markgraf, Prag, Wien 1860 (Album. Bibliothek deutscher Originalromane. Hrsg. von J. L. Kober 15. Jahrgang Band 6) Digitalisat
- Aus Corsika. 2 Bändchen. Bernhard Schlicke, Berlin 1861
  - Vor der französischen Herrschaft. Historische Erzählung für die reifere Jugend mit Titelbild.
  - Die Familie Bonaparte.
- Deutsche Sclaven oder Colonisten in Brasilien. Erzählung für die Jugend und das Volk. C. M. Roskowski, Bromberg 1862
- Fr. Clar: Anno 1724. Zur Charakteristik der polnischen Herrschaft. C. M. Roskowski, Bromberg 1862 Digitalisat
- Alte Jungfern. Stille Geschichten. C. M. Roskowski, Bromberg 1862[9]
- Für eine müßige Stunde. Novellen und Lebensbilder. C. M. Roskowski, Bromberg 1862[10]
- Festgabe für 1862, für die reifere Jugend von 11 bis 15 Jahren. Der Gefangene der Senecas. Mit collorirten Bildern von Gustav Harrer. Chelius, Stuttgart 1862.
- Wege zum Glück. Erzählungen für Kinder von 10 bis 13 Jahren. Illustrationen von Theodor Hosemann. Winckelmann, Berlin 1862.
- Zum National-Fonds. Ein Ruf von deutschen Frauen und Jungfrauen. C. M. Roskowski, Bromberg 1863
- Die Peri von Kamalata. Erzählung. In: Emmy (Hrsg.): Unsern Mädchenknospen. Poesie und Prosa. C. M. Roskowski, Bromberg 1863, #S. 19–178.
- Nach anderthalb Jahren. Erzählung für junge Damen, die noch nicht Romane lesen. C. M. Roskowsi, Bromberg 1863
- Von Nah und Fern. Novellen und Erzählungen für die reifere Jugend. Mit 8 illuminirten Bildern von Prof. Hosemann. Winckelmann & Söhne, Berlin 1863 Digitalisat
- Noch ist Polen nicht verloren.[11] Roman. C. M. Roskowski, Berlin 1863 Digitalisat
- Der Mayadar. Eine Erzählung für die Jugend. Voigt & Günther, Leipzig 1863
- Verachte Niemand, oder der Aufruhr in Indien. Voigt & Günther, Leipzig 1863[12]
- General Rapp und die Belagerung von Danzig im Jahre 1813 und 14. Historische Novelle. C. L. Rautenberg, Mohrungen 1864 (Preußische Volksbücher 35)[13]
- Erzählungen für Mädchen von 12 bis 15 Jahren. Mit 3 Bildern. Julius Springer, Berlin 1865
- Weit über Land und Meer. Roman. 4 Bände. Verlag der literarisch-artistischen Anstalt von E. Dittmarsch. Druck von L.E. Zamarski in Wien, Wien und Leipzig 1865
- Unpolitische Geschichten. 2 Bände. Zweite Ausgabe. Franz Duncker, Berlin 1863 (2. Aufl. 1869)[14]
- Mit eigenem Blut. Roman. Sonnemann, Frankfurt am Main 1870 (Novellen-Cyclus der Frankfurter Zeitung 1870) Digitalisat
- Der tolle Mathis. Eine Erzählung. Paul Kormann, Leipzig 1870 Digitalisat
- Deutscher Volks-Kalender für das Gemeinjahr 1873 zur Unterhaltung und Belehrung für Jedermann. Mit Beiträgen von F. J. Proschka, M. v. Roskowska, Jenny Hirsch, Heinrich Beta etc. sowie einem Verzeichnis der Jahrmärkte und Messen in der preußischen Monarchie im Jahre 1873. Verlag von Max Böttcher, Berlin 1872
- Ein Kleeblatt. Drei Novellen. Schulze & Co., Leipzig 1875
- Auf dem Maidsprung. Novelle. Gustav Behrend, Berlin 1876
- Die Seejungfer. Novelle. Gustav Behrend, Berlin 1878
- Im Balkan. Roman. In: Deutsche Roman Zeitung. Janke, Berlin 1878. Jahrgang 1878. Band 2, Nr. 20, S. 561–584, Nr. 21, S. 641–668, Nr. 22, S. 721–750, Nr. 23, S. 801+822, Nr. 24, S. 897–922
- Stralsund und Oelpern. Historische Erzählung. Langmann & Co., Berlin 1879
- Der böse Blick. Novelle. Schulze & Co., Leipzig 1879
- Aug' in Auge! Roman. Gustav Behrend, Berlin 1880 (Eisenbahn-Unterhaltungen 125)
- An der Bernsteinküste. Erzählung für die Jugend. 2. Aufl. Bagel, Düsseldorf 1880
- Emmy von Dincklage Die Seelen der Hallas. Roman. Gerd von Osten Ein Sohn Polens. Druck und Verlag von J. P. Bachem, Köln am Rhein 1886 (Bachem's Roman-Sammlung (Zwei-Mark-Bände). Eine belletristische Haus- und Familien-Bibliothek. Band 7)
- M. Herbert: Ein modernes Märchen, Gerd von Oosten: Vannina. Eine corsische Novelle. Heinrich Beta: Der Spieler. Erzählung aus dem americanischen Leben. J. P. Bachem, Köln 1886 (Bachems Novellen-Sammlung. Eine belletristische Haus- und Familien-Bibliothek. Band 23)
- Im Strudel der Hauptstadt. Roman von M. von Roskowska . Hann Kuljevich. Historische Novelle von Mariam Tenger. Druck und Verlag von J. P. Bachem, Köln am Rhein 1886 (Bachem's Roman-Sammlung (Zwei-Mark-Bände). Eine belletristische Haus- und Familien-Bibliothek. Band 10)
- Caritas. Lose Blätter aus dem Tagebuch eines Künstlers, in: Berliner Tageblatt, Nr. 45 vom 7. November 1887 und Nr. 46 vom 14. November 1887 (jeweils im Beiblatt)
- Emmy von Dincklage: Die echten Abbergs. Novelle. Marie von Roskowska: Die Grafenbraut. Novelle. Druck und Verlag von J. P. Bachem, Köln am Rhein 1888 (Bachems Novellen-Sammlung, Band 15)
- Kein Scheidungsgrund. Druck und Verlag von Mitteldeutsche Verlagsanstalt GmbH, Mügeln (Bezirk Dresden), 1919 (Komet-Romane, Bd. 462)